# Estación Rosario Sur
La Estación Rosario Sur (previamente referida como Juan Carlos Groenewold y Apeadero Sur) es una estación de la red ferroviaria argentina, perteneciente al Ferrocarril General Bartolomé Mitre y ubicada en el Ramal Retiro - Rosario. Funciona como detención intermedia de los servicios que se prestan entre la estación Retiro San Martín, en la ciudad de Buenos Aires, y las estaciones Rosario Norte, Córdoba y Tucumán.

## Historia
El antecedente del proyecto de construir una estación ferroviaria en la zona sur de Rosario se remonta a inicios de la década de 1960, cuando un diputado nacional por Santa Fe, Rosario Domingo Díaz, de la Unión Cívica Radical Intransigente, presentó una iniciativa en ese sentido. Sin embargo, su concreción no prosperaría hasta inicios de la década de 1980.
La parada fue inaugurada el 14 de diciembre de 1981 por el intendente de facto Alberto Natale. Las obras corrieron por cuenta del municipio de Rosario y contaron con el aval de Ferrocarriles Argentinos. Fue catalogada como apeadero y recibió la denominación oficial de Juan Carlos Groenewold.
Durante los disturbios en Rosario de mayo de 1989 la estación y sus inmediaciones fueron escenario de enfrentamientos entre la Policía de la Provincia de Santa Fe y manifestantes.

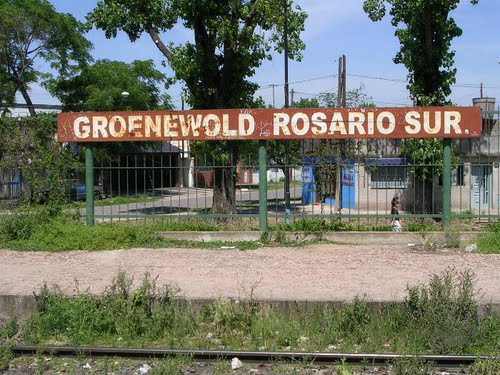
Cartel original de la estación (2010).

Tras la privatización de los servicios ferroviarios en la década de 1990, que derivó en la supresión de los trenes de pasajeros entre Buenos Aires y Rosario, la estación fue abandonada y se vio progresivamente deteriorada producto del vandalismo y la falta de control por parte de la concesionaria de cargas Nuevo Central Argentino.
La concesionaria privada Trenes de Buenos Aires restableció el tren de pasajeros en octubre de 1997, funcionando el apeadero como estación terminal del mismo. En febrero de 2000, el servicio fue extendido a la estación Rosario Norte, quedando el Apeadero Sur como una detención intermedia.
Sin embargo, no se produjeron mejoras sustanciales en la estación, lo que llevó a que en 2005 un grupo de vecinos realizara tareas de limpieza, pintura, reparación y colocación de luminarias y acondicionamiento de los andenes. Sin embargo, el deterioro de las instalaciones se profundizó.

## Renovación
En febrero de 2014 la estación fue seleccionada para oficiar como terminal del renovado servicio ferroviario entre Rosario y Buenos Aires. Entre mayo y junio de ese año fueron presentadas las ofertas técnicas y económicas para la obra, que fue adjudicada a principios de julio. El 27 de agosto de 2014 se dio inicio formal a las obras. Los andenes, que tenían apenas 60 metros de largo, fueron reemplazados por nuevas plataformas de 220 metros de longitud. Para dar curso a los trabajos de remodelación se debió relocalizar a una veintena de usurpadores que ocupaban las inmediaciones de la traza ferroviaria.

## Rehabilitación
La estación reabrió al público el 1° de abril de 2015 con el arribo del primer tren del renovado servicio entre Retiro Mitre y Rosario Sur, en presencia de la Intendenta de Rosario, Mónica Fein, y el Ministro del Interior y Transporte, Florencio Randazzo. No obstante, las obras continuaron en los meses siguientes con la terminación del piso superior de la edificación. La estación fue inaugurada de forma definitiva el 21 de julio de 2015 por la presidenta Cristina Fernández de Kirchner mediante teleconferencia, mientras que en el lugar estuvieron presentes, entre otros funcionarios, el ministro Florencio Randazzo y el Secretario de Transporte Alejandro Ramos.
En abril de 2016 se anunció que el servicio Buenos Aires - Rosario sería extendido hasta la estación Rosario Norte. Por esta razón, en mayo de 2016 se inició la construcción del segundo andén de la estación. Con la extensión del servicio a la estación Rosario Norte, que se hizo efectiva el 15 de junio de 2016, Rosario Sur pasó a ser una detención intermedia.
En febrero de 2017 se reportó que la estación se encontraba "abandonada" y "deteriorada". En respuesta a esto, el presidente de Trenes Argentinos Operaciones, Marcelo Orfila, anunció que la estación sería puesta en valor y que comenzarían a detenerse en ella los trenes a Córdoba y Tucumán, que hasta entonces pasaban sin parar. La medida se efectivizó el 1° de diciembre de 2018.

## Ubicación
Está ubicada a pocos metros de la intersección de las avenidas San Martín y Batlle y Ordóñez, en el sur de la ciudad de Rosario.

## Conexiones
La estación cuenta con el servicio diferencial de colectivos de la línea Estación Rosario Sur, que la conecta con la estación Rosario Norte y con la Terminal de Ómnibus Mariano Moreno. El servicio era prestado por la Empresa Mixta de Transporte de Rosario (EMTR) y posteriormente por la empresa Movi.

## Imágenes

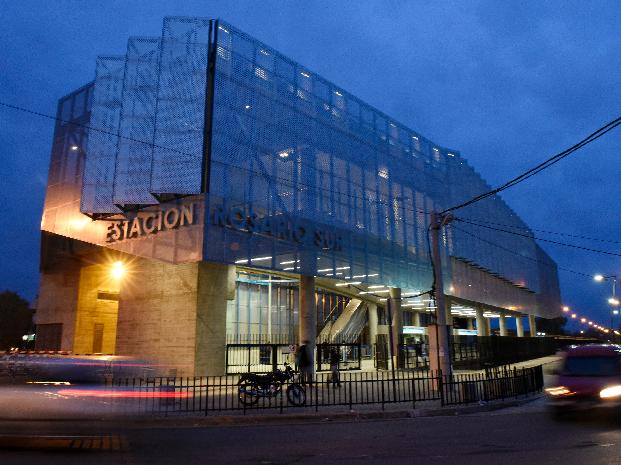
Exterior de la estación
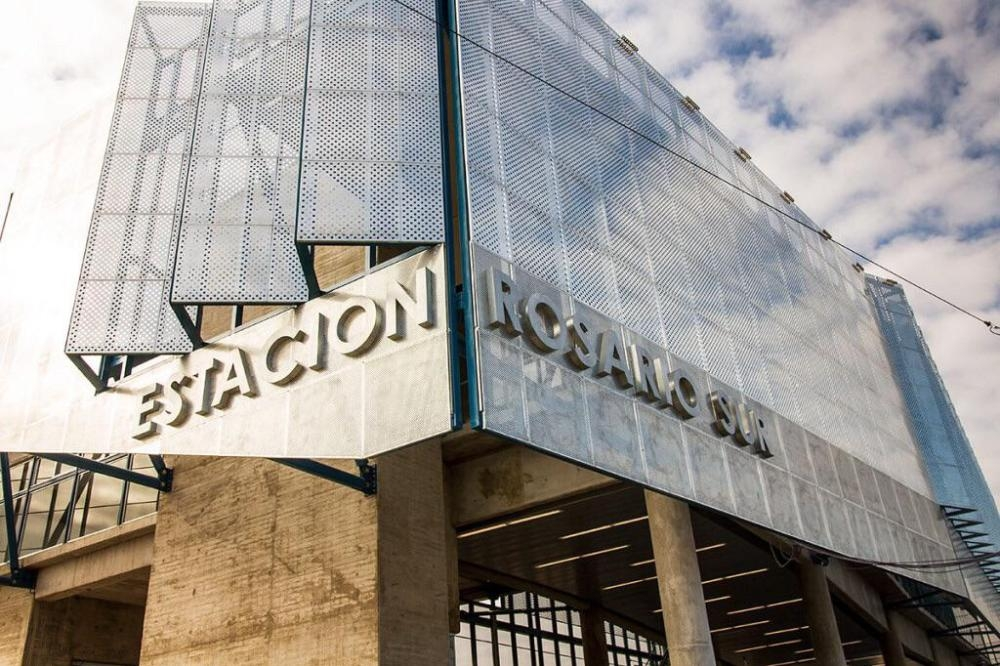
Detalle de la fachada
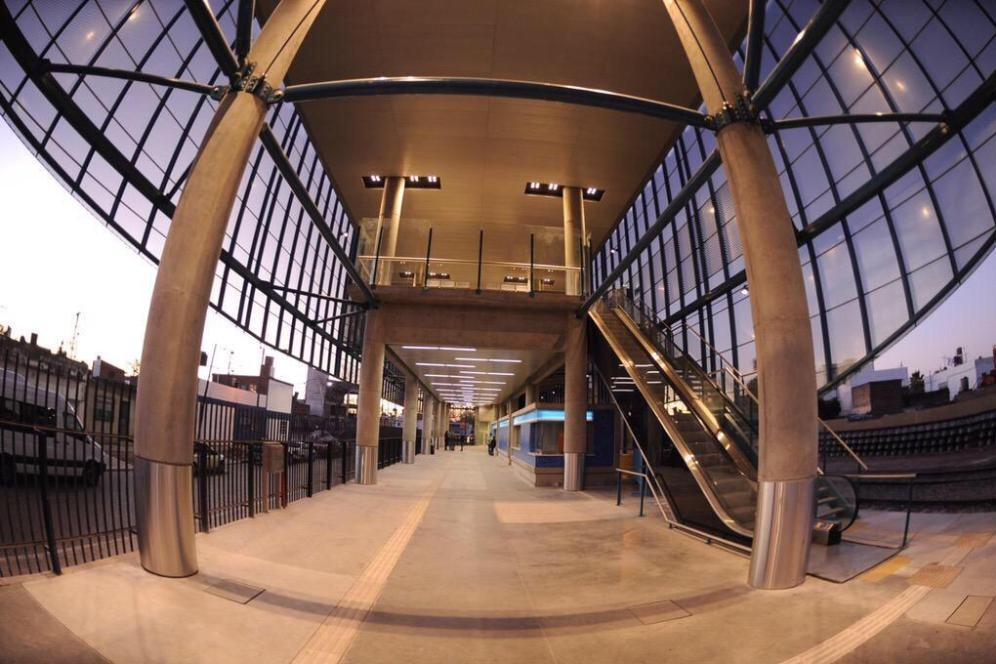
Vestíbulo y zona de boleterías